# Charles Achard
Pour les articles homonymes, voir Achard.
Émile Charles Achard, né  le 24 juillet 1860 à Paris et mort le 7 août 1944 à Versailles, est un médecin interniste et physiologiste français, professeur à la Faculté de médecine de Paris, secrétaire général de l'Académie de médecine et membre de l'Académie des sciences. Il mène de front une carrière médicale exceptionnelle et des recherches expérimentales de premier plan. Auteur de très nombreuses publications scientifiques, membre de multiples sociétés savantes, il est comblé d'un nombre considérable de distinctions nationales et étrangères.

## Biographie
Fils de joaillier, il fait ses études au lycée Condorcet. Engagé dans des études de médecine, il est externe en 1879 puis interne des hôpitaux de Paris en 1882. Reçu docteur en médecine en 1887 en soutenant sa thèse intitulée Les fonctions du foie, il est nommé médecin du Bureau central des hôpitaux en 1893.
Il est agrégé (section de pathologie interne et de médecine légale) en 1896. De 1897 à 1907, il est médecin à l'hôpital Tenon, d'abord comme chef de laboratoire de pathologie externe puis comme professeur suppléant de pathologie générale dès 1901. Entre 1907 et 1919, il est nommé à l'hôpital Necker. Il dirige le Centre des gazés durant la Première Guerre mondiale. De 1919 à 1929, il occupe la deuxième chaire de clinique médicale de l'hôpital Beaujon. Entre 1929 et 1934, il est professeur de clinique médicale à l'hôpital Cochin.
Il est enterré au cimetière du Père-Lachaise (39e division).

## Distinctions
- Commandeur de la Légion d'honneur (1931)

## Œuvres et publications
- Exposé des travaux de M. le Dr Ch. Achard, [Concours pour l'agrégation, section de pathologie interne et médecine légale], Paris, G. Steinheil, 1892, Texte intégral.
- Exposé des travaux de Ch. Achard, Paris, Rueff et Cie, 1895, Texte intégral.
- Notice sur les titres et travaux scientifiques, Paris, Masson et Cie, 1904, Texte intégral.
- Notice sur les titres et travaux scientifiques, février 1910, Paris, Masson et Cie, 1910, Texte intégral.

En collaboration :
- avec Odilon Lannelongue : Traité des kystes congénitaux, Paris, Asselin et Houzeau, 1886, Texte intégral.
- avec Georges Maurice Debove, Joseph Castaigne (sous la direction de) : Manuel des maladies du foie et des voies bilaires, Paris, Masson, 1910, Texte intégral.

Voir également le catalogue des œuvres de Charles Achard dans le site data.bnf.fr.

## Éponymie

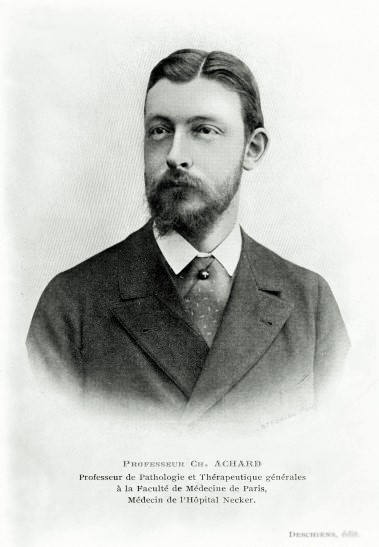
Portrait du professeur Charles Achard (photographie : Stebbing, éditions Deschiens).

- Syndrome d'Achard[2]« Syndrome associant les signes de la maladie de Marfan et une dysostose mandibulofaciale »
- Test d'Achard et Castaigne
- Syndrome d'Achard-Foix-Mouzon
- Syndrome d'Achard-Thiers : « diabète des femmes à barbe ».

Il propose le terme d'arachnodactylie pour l'aspect caractéristique des doigts dans la maladie de Marfan.